# امبالیها
امبالیها (به لاتین: Ambaliha) یک سکونتگاه مسکونی در ماداگاسکار است که در سوفیا (ماداگاسکار) واقع شده‌است.

## خصوصیات
امبالیها ۱۲٬۰۰۰ نفر جمعیت دارد و ۲۶۹ متر بالاتر از سطح دریا واقع شده‌است.